# Geovany Soto
Geovany Soto (20 de enero de 1983) es un receptor puertorriqueño de béisbol profesional que es agente libre de las Grandes Ligas. Anteriormente jugó con los Chicago Cubs, Texas Rangers, Oakland Athletics, Los Angeles Angels of Anaheim y Chicago White Sox.
En 2008 ganó el premio de Novato del Año de la Liga Nacional y fue invitado al Juego de Estrellas.

## Carrera profesional

### Chicago Cubs
Soto fue seleccionado en la 11ra ronda del draft de 2001 por los Cachorros de Chicago, y debutó en Grandes Ligas el 23 de septiembre de 2005. Fue llamado nuevamente el 12 de julio de 2007, pero solo conectó un hit en siete turnos al bate. Sin embargo, se unió otra vez al equipo en septiembre, luego de batear para promedio de .353 con 26 jonrones y 108 carreras impulsadas mientras jugaba con los Iowa Cubs de Clase AAA, por lo que fue nombrado como el Jugador Más Valioso de la Liga de la Costa del Pacífico ese año.
En la temporada 2008, inició como el receptor titular de los Cachorros luego de que Jason Kendall firmara como agente libre con los Cerveceros de Milwaukee. Fue nombrado como el Novato del Mes de la Liga Nacional en abril, luego de batear para promedio de .341, cinco jonrones, ocho dobles y 20 impulsadas. Además, fue elegido como el receptor titular de la Liga Nacional para el Juego de Estrellas, convirtiéndose en el primer novato de esa posición en ser escogido para iniciar dicho juego. Finalizó la temporada con promedio de .285, 23 jonrones y 86 impulsadas, por lo que ganó el premio de Novato del Año de la Liga Nacional.
En 2009, Soto no cumplió con las expectativas, luego de registrar un bajo promedio de .218 y solo 48 impulsadas. En junio de 2009, fue suspendido por dos años del béisbol internacional luego de dar positivo por marihuana en el Clásico Mundial de Béisbol 2009.
En 2010, Soto bateó para promedio de .280 con 17 jonrones, y en 2011 bajó su promedio de bateo a .228 con igual cantidad de jonrones conectados. A la defensiva, lideró a los receptores de las mayores con 13 errores cometidos, registrando el porcentaje de fildeo más bajo de la temporada (.987).

### Texas Rangers
El 30 de julio de 2012, Soto fue transferido a los Rangers de Texas a cambio del lanzador Jake Brigham. En 47 juegos con Texas en 2012, registró promedio de .196, cinco jonrones y 25 impulsadas.
En 2013, jugó como el receptor suplente de A. J. Pierzynski. En 54 juegos, tuvo una línea ofensiva de .245/.328/.466 con nueve jonrones y 22 impulsadas. El 5 de noviembre de 2013, firmó un contrato de un año con los Rangers por $3.05 millones más incentivos.
Debido a lesiones en la rodilla y pie, Soto se perdió la primera mitad de la temporada 2014.

### Oakland Athletics
El 24 de agosto de 2014, Soto fue transferido a los Atléticos de Oakland a cambio de consideraciones en efectivo. Jugó en once juegos con el equipo, dejando promedio de .262 y ocho impulsadas.

### Chicago White Sox
El 22 de enero de 2015, firmó un contrato de ligas menores con los Medias Blancas de Chicago. En 78 juegos con el equipo, registró promedio de .219 con nueve jonrones y 21 impulsadas.

### Los Angeles Angels of Anaheim
El 24 de noviembre de 2015, firmó un contrato de un año y $2.8 millones con los Angelinos de Los Angeles de Anaheim. Jugó en apenas 26 encuentros, donde conectó cuatro jonrones en 86 turnos al bate.

### Chicago White Sox (segunda experiencia)
El 6 de enero de 2017, Soto nuevamente firmó un contrato de ligas menores con los Medias Blancas de Chicago. Luego de los entrenamientos primaverales, logró formar parte de la plantilla para el Día Inaugural de la temporada. El 13 de abril, fue colocado en la lista de lesionados debido a una inflamación en el codo derecho. Posteriormente, se sometió a una cirugía para reparar dicho codo, lo que le dejó fuera del equipo por el resto de la temporada.